# 金斯頓 (印地安納州)
金斯頓（英語：Kingston）是位於美國印地安納州第開特縣的一個非建制地區。該地的面積和人口皆未知。

## 地理
金斯頓的座標為39°22′44″N 85°23′18″W / 39.37889°N 85.38833°W，而該地的平均海拔高度為321米（即1053英尺）。